# Ben Kane
Ben Kane es un novelista keniano, conocido por sus novelas en el género de la ficción histórica. Es más conocido por La legión olvidada y Aníbal: Enemigo de Roma, el segundo de los cuales alcanzó el número 4 en la lista de best sellers del Sunday Times en 2009.

## Biografía[3]
Nació y se crio en Kenia, debido al trabajo que ejercía su padre como veterinario. Con siete años de edad, se trasladó a Irlanda, de donde proviene su familia. Desde pequeño se avivó su afición por la ficción histórica y militar. Dentro de sus gustos, se encuentran autores como Sir Arthur Conan Doyle o J.R.R. Tolkien. 
Confiesa no haberse planteado realmente escribir, puesto que su pasión era la veterinaria. En Dublín, estudió medicina veterinaria en la Universidad de Dublín. Después de sacar sus estudios, en 1996, se trasladó al Reino Unido para concentrarse en la práctica con animales pequeños. No fue hasta 1997 que su espíritu viajero despertó, cuando decidió visitar la Ruta de la Seda, en un viaje de tres meses de duración, que motivó su interés por la historia antigua, específicamente de Roma.
En 1998 inició un viaje alrededor del mundo que duró tres años. Aquí floreció su interés por escribir acerca de ficción histórica militar, como una actividad en paralelo a su trabajo de veterinario.
Luego de años trabajando, su interés por escribir aumentó a tal punto que decidió empezar con su sueño, que se vio realizado con la publicación de su primer libro, La legión olvidada (2008).
Después de haber visitado más de 60 países y los 7 continentes, ahora vive en el norte de Somerset, Inglaterra, con su esposa y familia.

## Obra

### Trilogía deLa legión olvidada
- La legión olvidada, 2008
- El águila de plata, 2009
- Camino a Roma, 2010

### Serie de Aníbal Barca
- Aníbal: Enemigo de Roma, 2011

Tras ser derrotada décadas atrás en la primera guerra púnica, Cartago no se da por vencida ante su acérrimo rival, Roma. Con el surgimiento de un nuevo general, Aníbal Barca, el imperio africano ve nuevas esperanzas. Pero la travesía de Aníbal no será fácil, puesto que las legiones romanas defenderán su territorio hasta la muerte. Paralelamente, dos jóvenes amigos, Hanno y Quinto, se verán enfrentados por la guerra entre los imperios contrarios a los que pertenecen, poniendo en riesgo su amistad.
- Aníbal: La Patrulla - Historia corta, 2013
- Aníbal: Campos de sangre, 2013

El ejército cartaginés logró entrar al territorio itálico. Roma se encuentra en un inminente peligro. Es por esto que reúnen el ejército más grande jamás visto, para hacerle frente al temible Aníbal y a sus tropas en la batalla de Cannas, tropas entre las cuales se encuentra el joven Hanno, que deberá luchar como nunca para sobrevivir a una contienda que pasará a la historia por lo mortal y sangrienta.
- Aníbal: Nubes de guerra, 2014

213 a. C. y la ciudad de Siracusa se encuentra en guerra. El constante asedio de las legiones romanas no se ha visto exitoso aún gracias a las defensas de la ciudad diseñadas por Arquímedes. No obstante, el riesgo es inminente. Por esto Aníbal mantiene su apoyo a la ciudad enviando a Hanno para mantener la resistencia de la ciudad. Estando allí, Hanno se encontrará con un viejo amigo, Quinto, cuya hermana se encuentra cautiva en la ciudad. Esta situación pondrá en jaque a Hanno, comprometiendo su juramento.

### Duología de Espartaco
- Espartaco: El Gladiador, 2013

Esta primera parte de la duología dedicada a Espartaco muestra el ingreso del guerrero tracio al mundo de los gladiadores, tras ser traicionado y vendido como esclavo al ludus de gladiadores de Capua. Junto a otros gladiadores del lugar, Espartaco iniciara una revuelta que desembocará en el conflicto de esclavos más importante de la Antigua Roma, denominado la tercera guerra servil.
- Espartaco: Rebelión, 2014

Tras vencer exitosamente a más de un ejército enviado por la República de Roma, la rebelión de esclavos y gladiadores liderada por Espartaco está próximo a llegar a los Alpes y alcanzar la libertad. Pero para alcanzarla, deberá superar una barrera considerable, pues el aristócrata romano Craso ha reunido un ejército formidable para confrontarlos. Mientras tanto, desde el seno de sus tropas, los esclavos empiezan a escuchar murmullos de rebelión entre sus mismas tropas.

### Serie de las Águilas de Roma
- The Shrine, 2015  solamente e-book
- Águilas en guerra, 2015
- La Arena, 2016 solamente e-book
- La caza de las águilas, 2016
- Águilas en la tormenta, 2017

### Serie de Guerra de Imperios
- Guerra de imperios, 2018
- Fulgor de Espadas, 2020

### Serie de Corazón de León
- Corazón de León, 2020
- Cruzado, 2021
- Rey, 2022

### Otros
- Un día de fuego: una novela de Pompeya, 2014 - Ben Kane contribuyó con un capítulo